# Darnum
Darnum – miasto w Australii, w stanie Wiktoria.